# Armando Alberto Pérez Betancourt
Armando Alberto Pérez Betancourt (Medellín,12 de enero de 1965) más conocido como alias Camilo o El Monstruo del Catatumbo es un exparamilitar y narcotraficante colombiano.

## Biografía
Ingresó al Ejército Nacional de Colombia en 1985, obtuvo el rango de subteniente en 1987, llegando a ser capitán, su carrera militar fue financiada por Fidel Castaño.  Huía de acusaciones en su contra por homicidio y porte ilegal de armas en 1996, fue condenado por su participación en el falso positivo de Ricardo Alonso Quiroz, un campesino acusado de ser guerrillero, fugándose en 1998 de la guarnición militar donde estaba recluido. En 1999 se convirtió en el comandante militar del Bloque Catatumbo de las AUC,el 22 de mayo de 1999 llegó a Tibú (Norte de Santander) al mando de 200 paramilitares. Cometieron en un inicio 13 masacres que dejaron 118 personas asesinadas, además de saqueos y desplazamientos con la permisividad de la Fuerza Pública.
El 10 de diciembre de 2004 Camilo, junto a 1425 hombres del Bloque Catatumbo, se desmovilizó en Campo Dos, Tibú y después de su desmovilización fue enviado a Santa Fe de Ralito (Córdoba).
Conformó grupos posteriores a la desmovilización conocidos como ‘Los Nevados’ y ‘Vencedores de San Jorge’.
Huyó a Venezuela y luego a Panamá donde se hizo pasar como constructor. En agosto de 2014 fue capturado en Panamá. Fue expulsado de la jurisdicción de Justicia y Paz.

## Delitos y condenas
Acusado de 5200 asesinatos, tiene cuatro condenas que suman 120 años de cárcel por su participación en las masacres como las de Tibú y la masacre de La Gabarra, ocurridas entre los años 1999 y 2000, entre otras y también 81 órdenes de captura por delitos como homicidio, desaparición forzada y tortura.  Acusado también por desplazamientos forzados, homicidios selectivos como el de Ángel Iván Villamizar Luciani, defensor Regional del Pueblo en Norte de Santander, el 22 de febrero de 2001, los fiscales especializados María del Rosario Silva y Carlos Alberto Pinto, y de los investigadores del CTI, Jesús David Corzo Mendoza y Milton Eduardo Márquez.
También se le acusa de narcotráfico y violencia contra las mujeres entre 1999 y 2004. Reconoció 19 hechos, entre los que se destacan homicidio, fuga de preso y desaparición forzada.